# Студене (Польща)
Студене (пол. Studenne) — колишнє лемківське село в Польщі, у гміні Солина Ліського повіту Підкарпатського воєводства. Розташоване в Закерзонні на лівому березі Сяну.

## Назва
Під час кампанії ліквідації українських назв село у 1977—1981 роках мало назву Студзєнне (пол. Studzienne).

## Історія
Закріпачене до 1580 року на волоському праві у власності Кмітів. Згадується разом з присілком Присліп в Актах гродських сяноцьких у 1583 і 1589 рр. До 1772 р. село знаходилося в Сяноцькій землі Руського воєводства.
У 1772—1918 роках село було у складі Австро-Угорської монархії, у провінції Королівство Галичини та Володимирії. У 1890 році село належало до Ліського повіту, було 37 будинків, мешкало 199 греко-католиків і 26 юдеїв.
У 1919—1939 роках входило до Ліського повіту Львівського воєводства (у 1934-1939 роках входило до ґміни Вовковия). У 1921 році у 37 житлових будинках мешкало 217 осіб (205 греко-католиків, 1 римокатолик, 11 юдеїв). На 1 січня 1939 року у селі було 320 жителів (310 українців і 10 євреїв). У 1941—1942 роках німці винищили євреїв.
Після Другої світової війни українське населення було піддане етноциду. Частина переселена на територію СРСР в 1945-1946 рр. Родини, яким вдалось уникнути виселення, в 1947 році під час Операції Вісла були депортовані на понімецькі землі.

## Церква
Церкви в селі почергово будувалися з незапам'ятних часів. Остання збудована 1926 р., дерев’яна церква Різдва Пр. Богородиці, була дочірньою церквою парафії Райське Лютовиського деканату Перемишльської єпархії УГКЦ. Після виселення українців церква зруйнована.
Також у селі була дерев'яна каплиця Положення Ризи Пресвятої Богородиці, збудована у 1873 році місцевим господарем Григорієм Яворницьким коло цілющого джерела, тепер зруйнована.